# 230P/LINEAR
230P/LINEAR – kometa krótkookresowa, należąca do rodziny Jowisza.

## Odkrycie
Kometa została odkryta w 2009 roku w ramach programu obserwacyjnego LINEAR. W nazwie znajduje się nazwa programu.

## Orbita komety i właściwości fizyczne
Orbita komety 230P/LINEAR ma kształt elipsy o mimośrodzie 0,56. Jej peryhelium znajduje się w odległości 1,48 j.a., aphelium zaś 5,32 j.a. od Słońca. Jej okres obiegu wokół Słońca wynosi 6,27 roku, nachylenie do ekliptyki to wartość 14,64˚.
Jądro tej komety ma rozmiary maks. kilka km.